# ISPS Handa Wales Open 2014
Het Wales Open van 2014 werd van 18-21 september op de Celtic Manor Resort in Newport gespeeld. Het was de 15de keer dat het toernooi hier werd gespeeld, maar sinds de 2010-baan bestaat, wordt het Open daarop gespeeld. Net als de twee jaren ervoor droeg het toernooi officieel de naam ISPS Handa Wales Open.
Elf jaar lang werd het Wales Open gespeeld in mei of juni. In 2013 werd het in augustus op de agenda gezet en in 2014 in september.

## ISPS HANDA PGA Academy
Dr Haruhisa Handa, een Japanse filantroop, is de sponsor van meerdere internationale golftoernooien en richtte in 2012 zijn PGA Academy op, waarmee hij PGA professionals betaalt om 1000 blinde en gehandicapte mensen golfles te geven. Het programma draait voorlopig alleen in Engeland. Twee weken voor het Wales Open kregen ruim 100 mensen les op de drivingrange van de 2010-baan. 

In 1988 zag Handa een blinde man in Australië golf spelen. Hij was daar zo van onder de indruk dat hij in Japan dat jaar de  Blind Golf Club oprichtte. Sinds 1990 wordt er een wereldkampioenschap voor blinde spelers georganiseerd. In Japan werd in 1991 de Blind Golf Association opgericht.

## Verslag
Vijf voormalige winnaars en vier Ryder Cup 2014-spelers doen aan het toernooi mee: Thomas Bjørn, Jamie Donaldson, Stephen Gallacher, Lee Westwood

### Ronde 1
Nicolas Colsaerts startte al voor 8 uur en maakte een ronde van 66. Daarmee was hij urenlang clubhouse leader. Joost Luiten startte pas om 1 uur, en kende Colsaerts' score. Met een birdie op de laatste hole nam hij het leiderschap over. Derksen en Huizing maakten een ronde van 73 (+2) en deelden de 85ste plaats. Thomas Pieters stond met +1 op de 70ste plaats.
Colsaerts sloeg op hole 18 (zijn 9de hole) een afslag van 408 meter, een record op de Europese Tour. Met een wedge en een putt maakte hij een eagle.

### Ronde 2
Joost Luiten en Nicolas Colsaerts speelden solide maar werden ingehaald door Shane Lowry, die een ronde van 65 (-6) maakte. Robert-Jan Derksen maakte een ronde van 66 en steeg 70 plaatsen. De beste dagronde was een -8 van Edoardo Molinari.

### Ronde 3
De laatste partij was een driebal met Lowry, Colsaerts en Luiten. Luiten en Lowry stonden na negen holes drie onder par, maar aan het einde van de ronde stond Luiten weer aan de leiding. Colsaerts stond na negen holes op +2 en eindigde de ronde level par. Eddie Pepperell maakte een score van 63 (-8), gelijk aan het toernooirecord, en steeg naar de 9de plaats.

### Ronde 4
Luiten die als leider aan de laatste dag begon, maakte een par-ronde. Zijn directe belagers konden hiervan echter niet profiteren. Wel maakte Tommy Fleetwood kwam in de laatste holes nog dichtbij met een eagle en vier birdies. Hiermee eindigde hij samen met Shane Lowry op een gedeelde tweede plaats. Luiten bleef op -14 en won daarmee het toernooi.
| Naam               | R2D | OWGR | Score R1 | Score R1 | Nr  | Score R2 | Score R2 | Totaal | Nr  | Score R3 | Score R3 | Totaal | Nr  | Score R4 | Score R4 | Totaal | Nr  |
| ------------------ | --- | ---- | -------- | -------- | --- | -------- | -------- | ------ | --- | -------- | -------- | ------ | --- | -------- | -------- | ------ | --- |
| Joost Luiten       | 16  | 48   | 65       | -6       | 1   | 69       | -2       | -8     | T2  | 65       | -6       | -14    | 1   | 71       | par      | -14    | 1   |
| Tommy Fleetwood    | 30  | 89   | 68       | -3       | T7  | 68       | -3       | -6     | T8  | 68       | -3       | -9     | T6  | 67       | -4       | -13    | T2  |
| Shane Lowry        | 17  | 63   | 68       | -3       | T7  | 65       | -6       | -9     | 1   | 68       | -3       | -12    | 2   | 70       | -1       | -13    | T2  |
| Jamie Donaldson    | 3   | 28   | 70       | -1       | T28 | 67       | -4       | -5     | T11 | 68       | -3       | -8     | T9  | 67       | -4       | -12    | T4  |
| Marc Warren        | 18  | 71   | 70       | -1       | T28 | 67       | -4       | -5     | T11 | 67       | -4       | -9     | T6  | 68       | -3       | -12    | T4  |
| Edoardo Molinari   | 27  | 101  | 72       | +1       | T70 | 63       | -8       | -7     | T4  | 68       | -3       | -10    | 5   | 67       | -4       | -12    | T4  |
| Nicolas Colsaerts  | 99  | 199  | 66       | -5       | 2   | 68       | -3       | -8     | T2  | 71       | par      | -8     | T9  | 67       | -4       | -12    | T4  |
| Eddie Pepperell    | 66  | 200  | 68       | -3       | T7  | 74       | +3       | par    | T55 | 63       | -8       | -8     | T9  | 67       | -4       | -12    | T4  |
| Thomas Pieters     | 81  | 260  | 72       | +1       | T70 | 68       | -3       | -2     | T22 | 71       | par      | -2     | T46 | 71       | par      | -2     | T45 |
| Robert-Jan Derksen | 80  | 193  | 73       | +2       | T85 | 66       | -5       | -3     | T15 | 71       | par      | -3     | T32 | 73       | +2       | -1     | T50 |
| Daan Huizing       | 134 | 254  | 73       | +2       | T85 | 69       | -2       | par    | T55 | 68       | -3       | -3     | T32 | 73       | +2       | -1     | T50 |

| Leider |  | Toernooirecord |  | R2D = Race to Dubai |  | OWGR |  | MC = missed cut = cut gemist |

## Spelers
| - Fredrik Andersson Hed - Phillip Archer - Matthew Baldwin - Seve Benson - Gaganjeet Bhullar - Lucas Bjerregaard - Thomas Bjørn - Richard Bland - Grégory Bourdy (2013) - Kristoffer Broberg - Daniel Brooks - Rafa Cabrera Bello - François Calmels - Jorge Campillo - Johan Carlsson - Magnus A. Carlsson - Paul Casey - Nicolas Colsaerts - Marco Crespi - Eduardo de la Riva - Carlos Del Moral - Robert-Jan Derksen - Chris Doak - Jack Doherty - Jamie Donaldson - Nick Dougherty - Bradley Dredge - David Drysdale - Edouard Dubois - Simon Dyson | - Nacho Elvira - Richard Finch - Oliver Fisher - Alastair Forsyth - Mark Foster - Stephen Gallacher - Daniel Gaunt - Adam Gee - Ricardo González - Tano Goya - Emiliano Grillo - Mathias Grönberg - John Hahn - JB Hansen - Søren Hansen - Andreas Hartø - Tyrrell Hatton - Grégory Havret - James Heath - David Higgins - Michael Hoey - Nathan Holman - Daan Huizing - Greig Hutcheon - Daniel Im - Raphaël Jacquelin - Thongchai Jaidee (2012) - Scott Jamieson - Jin Jeong - Roope Kakko | - Alexandre Kaleka - Rikard Karlberg - Robert Karlsson (2006) - Simon Khan (2004) - Maximilian Kieffer - Sihwan Kim - James Kingston - Søren Kjeldsen - Jason Knutzon - Mikko Korhonen - Pablo Larrazábal - Paul Lawrie (2002) - Peter Lawrie - Craig Lee - Tom Lewis - José-Filipe Lima - Shane Lowry - Joost Luiten - Mikael Lundberg - David Lynn - Morten Ørum Madsen - Stuart Manley - Gareth Maybin - Andrew McArthur - Damien McGrane - Jamie McLeary - Edoardo Molinari - Francesco Molinari - James Morrison - Matthew Nixon | - Thomas Nørret - José María Olazábal - Thorbjørn Olesen - Wade Ormsby - Adrian Otaegui - Hennie Otto - Brinson Paolini - John Parry - Andrea Pavan - Eddie Pepperell - Kevin Phelan - Thomas Pieters - Julien Quesne - Alvaro Quiros - Richie Ramsay - Victor Riu - Robert Rock - Brett Rumford - Adrien Saddier - Ricardo Santos - Jeev Milkha Singh - Patrik Sjöland - Lee Slattery - Graeme Storm - Andy Sullivan - Simon Thornton - Peter Uihlein - Simon Wakefield - Sam Walker - Anthony Wall | - Justin Walters - Paul Waring - Marc Warren - Romain Wattel - Steve Webster - Bernd Wiesberger - Danny Willett - Chris Wood Nationale PGA - Matthew Cort - Greig Hutcheon - Lee Rooke Invitaties - Liam Bond - Joe Ferguson - Nick Dougherty - Nathan Holman - Ted Innes Ker - Hirofumi Miyase - Phillip Price - Lam Zhiqun Amateurs - David Boote WAGR 124 - Evan Griffith WAGR 254 - Mike Hearne WAGR 221 WAGR = wereldranglijst |

2010 · 2011 · 2012 · 2013 · 2014
 South African Open Championship ·
 Alfred Dunhill Championship ·
 Nedbank Golf Challenge ·
 Hong Kong Open ·
 Nelson Mandela Championship ·
 Volvo Golf Champions ·
 Abu Dhabi Golf Championship ·
 Commercialbank Qatar Masters ·
 Dubai Desert Classic ·
 Joburg Open ·
 Africa Open ·
 WGC-Accenture Match Play Championship ·
 Tshwane Open ·
 WGC-Cadillac Championship ·
 Trophée Hassan II ·
 EurAsia Cup ·
 NH Collection Open ·
 The Masters ·
 Maybank Malaysian Open ·
 Volvo China Open ·
 The Championship at Laguna National ·
 Madeira Islands Open ·
 Open de España ·
 BMW PGA Championship ·
 Nordea Masters ·
 Lyoness Open ·
 US Open ·
 Iers Open ·
 BMW International Open ·
 Open de France ·
 Scottish Open ·
 The Open Championship ·
 M2M Russian Open ·
 WGC-Bridgestone Invitational ·
 US PGA Championship ·
 Made in Denmark ·
 D+D Real Czech Masters ·
 Italiaans Open ·
 European Masters ·
 KLM Open ·
 Wales Open ·
 Ryder Cup ·
 Alfred Dunhill Links Championship ·
 Portugal Masters ·
 Volvo World Match Play Championship ·
 Perth International ·
 BMW Masters ·
 WGC-HSBC Champions ·
 Turks Open ·
 Dubai World Championship